# Clusia lanceolata
Clusia lanceolata är en tvåhjärtbladig växtart som beskrevs av Jacques Cambessèdes. Clusia lanceolata ingår i släktet Clusia och familjen Clusiaceae. Inga underarter finns listade i Catalogue of Life.

## Bildgalleri

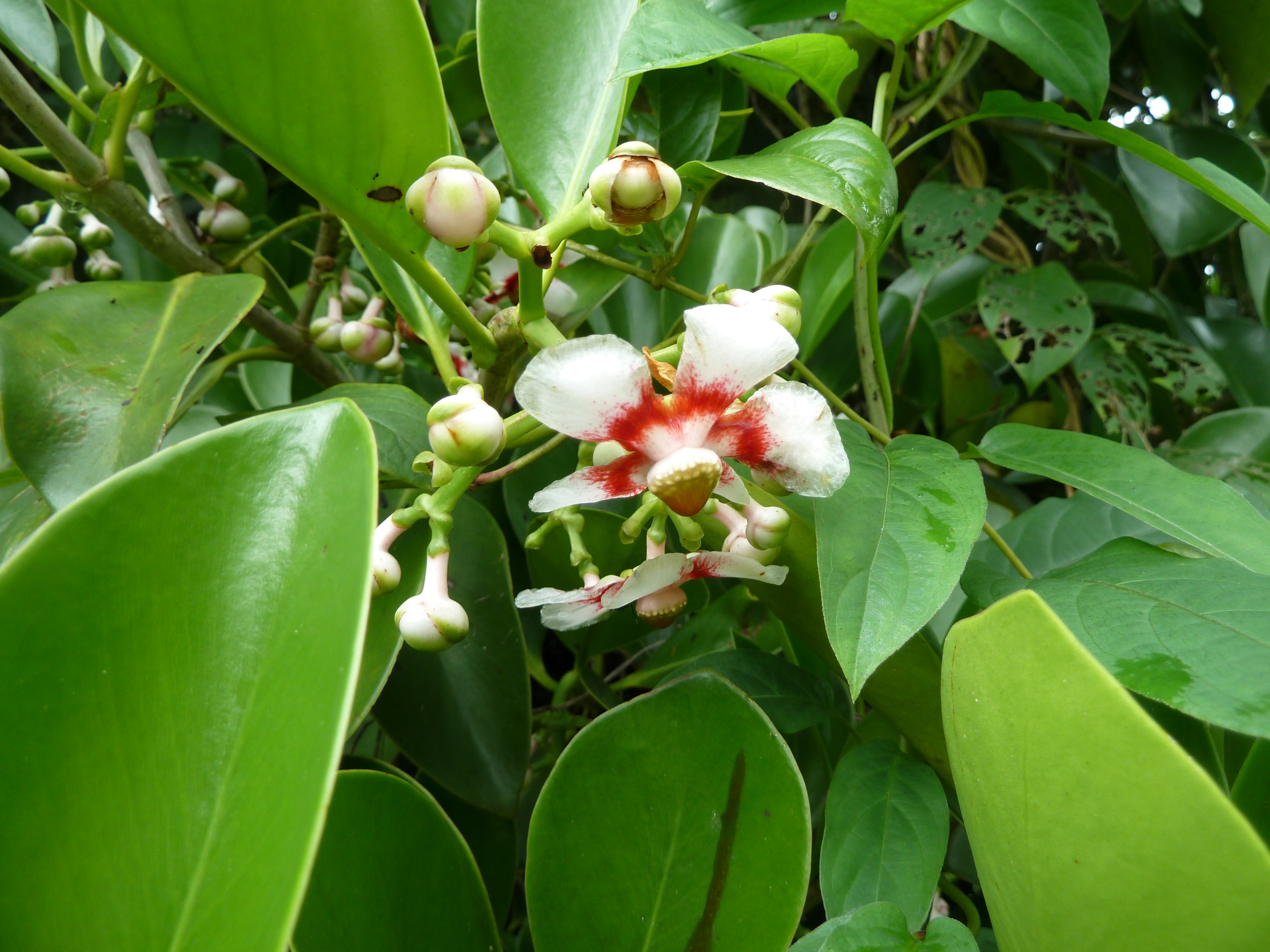
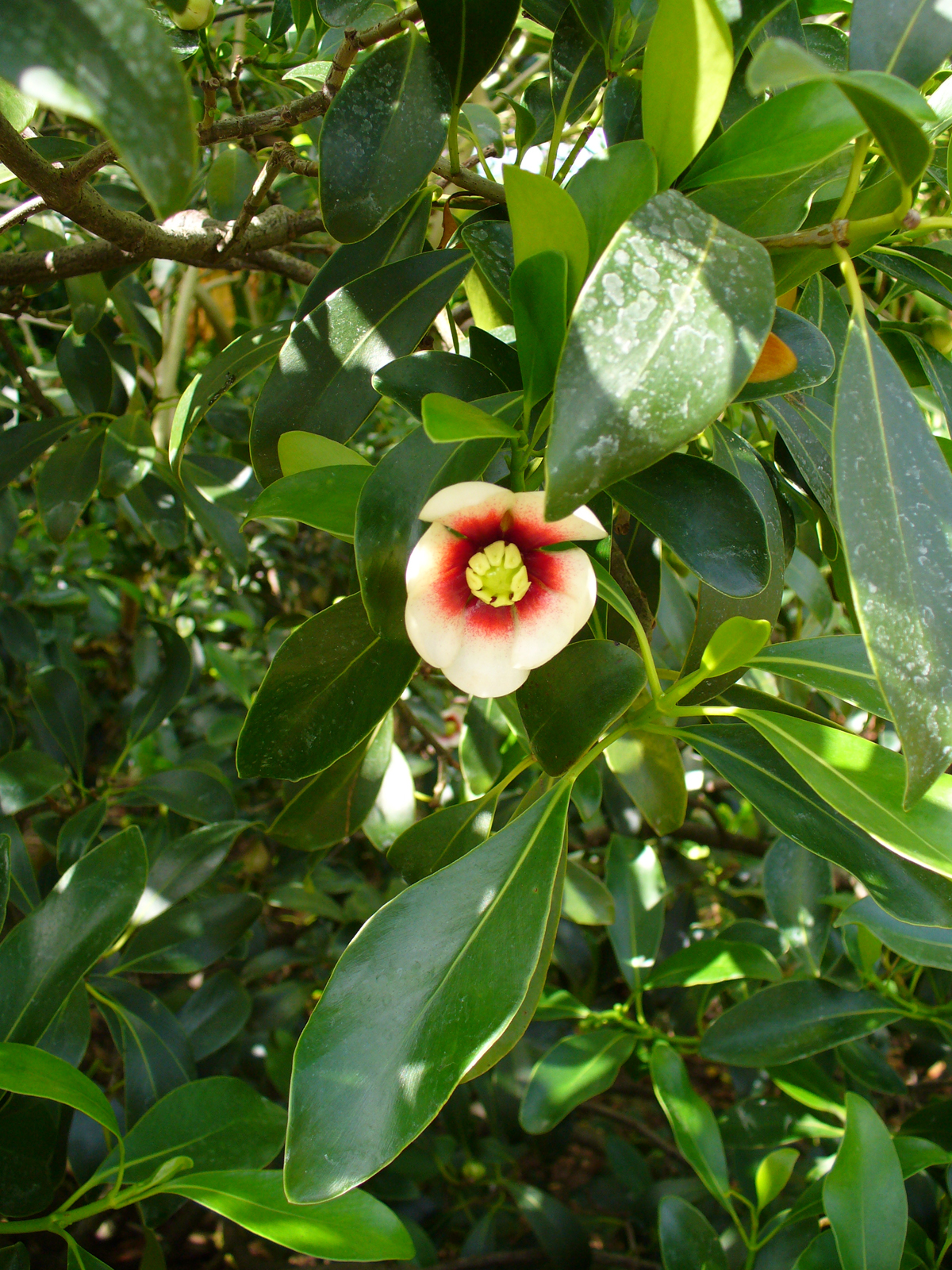